# أقائي (درة صيدي)
أقائي (بالفارسية: آقایی) هي مستوطنة تقع في إيران في قسم درة صیدي الريفي. يقدر عدد سكانها بـ 135 نسمة .